# Безработица в Обединеното кралство
Безработицата в Обединеното кралство се измерва от Службата за национална статистика.
Към третото тримесечие на 2013 г. тя е 7,6% или 2,47 милиона от активното население. Освен това има 1,46 милиона души, които са „частично безработни“, т.е. население, което работи на непълно работно време, но не е в състояние да намери работа на пълен работен ден.
Цифрите се събират на всеки 3 месеца чрез проучване на работната сила в 53 000 домакинства. Поради силните индивидуални и социални разходи, създадени от безработицата, правителството на Обединеното кралство администрира публична система от „центрове за заетост“.
Най-високият процент на безработица в Обединеното кралство, с изключение на периода на Голямата депресия, е 11,9% (април 1984 г.), а най-ниският е 3,4% (декември 1973).

## Невидима безработица
Както Службата за национална статистика, така и Евростат измерват безработицата. Британският статистически институт изчислява 2,3 милиона работници, които искат да работят, но са спрели да търсят работа. Към тези работници се добавят 1,46 милиона служители на непълно работно време, които искат да работят повече часове и са на разположение, но не могат да намерят възможности. Като се добави официалната цифра от 2,47 милиона, общо 6,3 милиона души са безработни или „частично безработни“.